# レオナルド・フェルリ
レオナルド・フェルリ(Leonardo Ferrulli,1918年1月1日 - 1943年7月5日)は、主に第二次世界大戦で活躍したイタリア人パイロット。

## 略歴
1918年1月1日にブリンディジで生まれる。1935年、彼は空軍に志願しネヴェント飛行学校で飛行訓練を受けた。1937年10月7日に彼はスペイン内戦にてフィアット CR.32でSB (航空機)を撃墜している。第二次世界大戦では北アフリカに派遣されホーカー ハリケーンやブリストル ブレニムを複数機撃墜したのちにマルタの攻撃に参加することとなる。彼は1943年7月5日にシチリア島上空にてP-38やスピットファイアに護衛されたB-17 (航空機)を迎撃する際にスピットファイアに撃墜された。